# JR北海道789系電聯車
JR北海道789系电力动车组是北海道旅客鐵道（JR北海道）在2002年投入運轉的交流特急型電車。

## 概要
1988年津輕海峽線（青函隧道）開業以後，長時間以特急「初雁」和快速「海峽」兩列車營運，隨著2002年東北新幹線延伸開業（盛岡-八戶），JR北海道開始考慮新的接續列車，此新車系便是789系。

## 構造

### 基本番台
車輛外觀像似Kiha261系一般，頭燈以上下長條形設置，燈具採用HID和鹵素燈，外觀配色含車頭與車門，是用JR北海道的企業代表色（淺綠色），在車門附近有以津輕海峽地形圖設計的色帶，車頭前方有“HEAT789”字樣的Logo。
由於需在高濕度和連續陡坡的路段行駛，令全車含車門處都做了氣密性的處理，並將車體板金增厚以抵抗高濕度，同時採用3M3T的設計以對應陡坡，另外，為了對應下坡路段，配置了抑速裝置，控制方式使用IGBT電晶體的VVVF變頻控制，底盤設有防雪覆蓋以便在冬季時保護機電設備，部分中間車考量到調度時的重新編組，設有簡易駕駛台，此車雖然沒有傾斜裝置但已做好準備工程。
值得一提的是，此車系的內外部設計是由JR北海道和丹麥國家鐵路（DSB）共同進行的，另外，785系部分車輛亦有與此車系連結運轉的，作為超級白鳥號的附屬編組的紀錄。

### 1000番台
2007年新造列車，以5輛為1編成，由於沒有重新編組的問題，並沒有在中間車設置簡易駕駛台，一開始就以兩車門形式登場，配色承接自785系的主色調，雖然動拖比較785系的3M2T下降，但仍保有與785系相同的運行性能。

## 運用
789系的基本番台全數運用於特急「超級白鳥」上，但由於北海道新幹線通車，現已停運，1000番台則運用在特急「超級神威」上，也運行於部分快速「Airport」上。
由於789系的車輛維修是由苗穂工場（位在札幌市東區與苗穂站相鄰）負責，因此配在函館所的車輛在需要維修時會由柴油機車牽引回送。
2016年3月21日，行走海峽線的特急「超級白鳥」、「白鳥」最後運行，本車系改造後，於次年3月4日起改行駛札幌至旭川間新增的特急列車「紫丁香」，至於附屬編組現無運用。

## 事故
2010年1月29日，特急「超級神威24號」在函館本線深川站-妹背牛站間發生平交道事故，HL-1005先頭車脫軌並嚴重受損，於2011年3月24日廢車，同年8月解體。在此事故後，JR北海道考量到該空間的安全因素, 將設有展望室之車輛的該空間永久封閉。
2015年4月3日，特急「超級白鳥34號」於青函隧道內因列車下方電纜冒煙而緊急停車，車掌引導124名乘客徒步1公里到龍飛定點疏散，無人傷亡。

## 圖片集

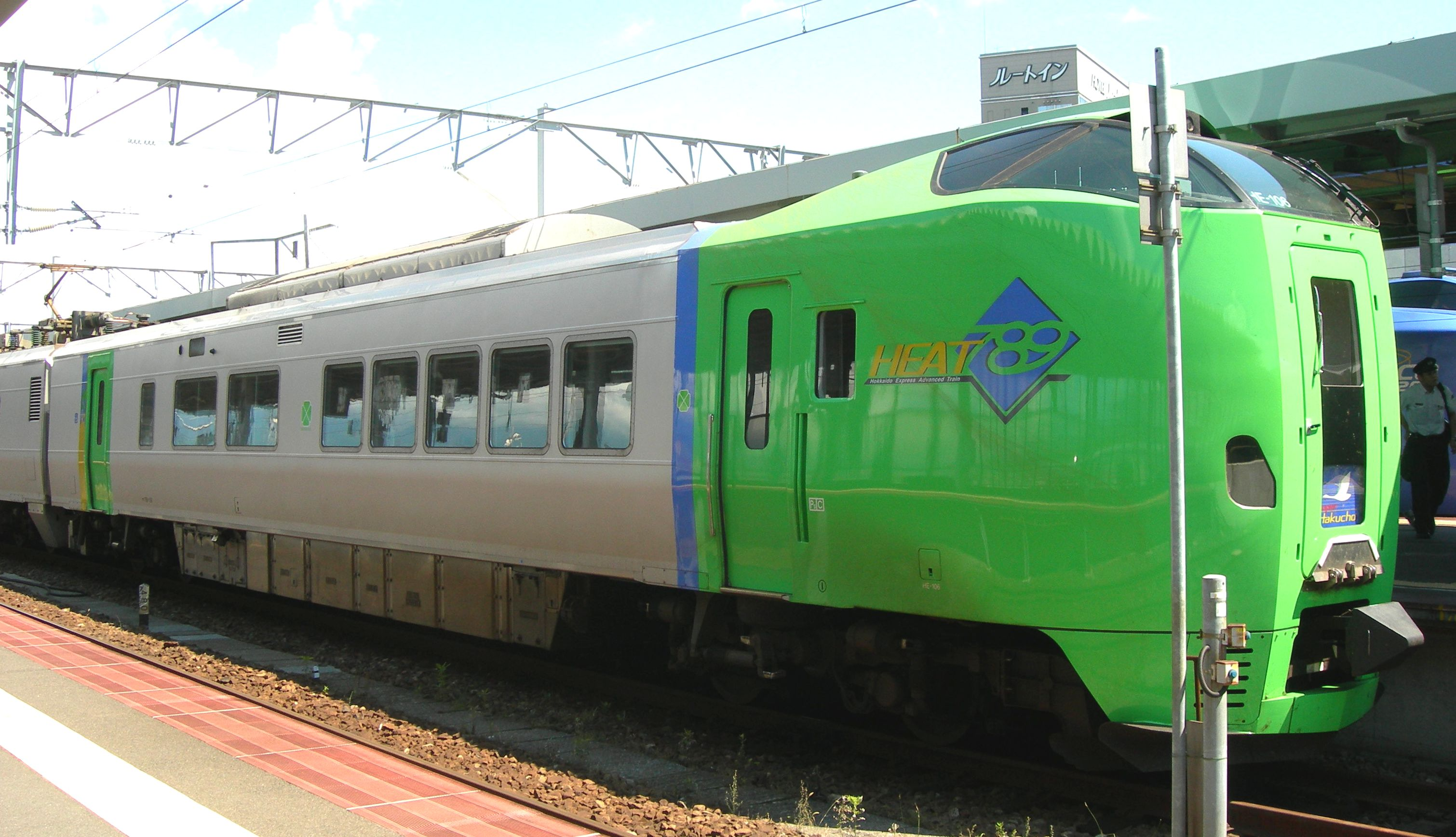
函館站內的789系
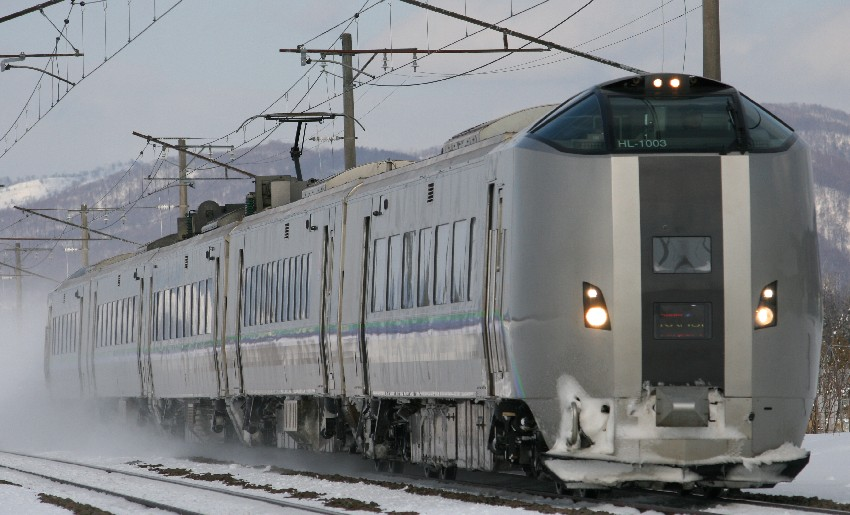
789系1000番台，特急「超級神威」
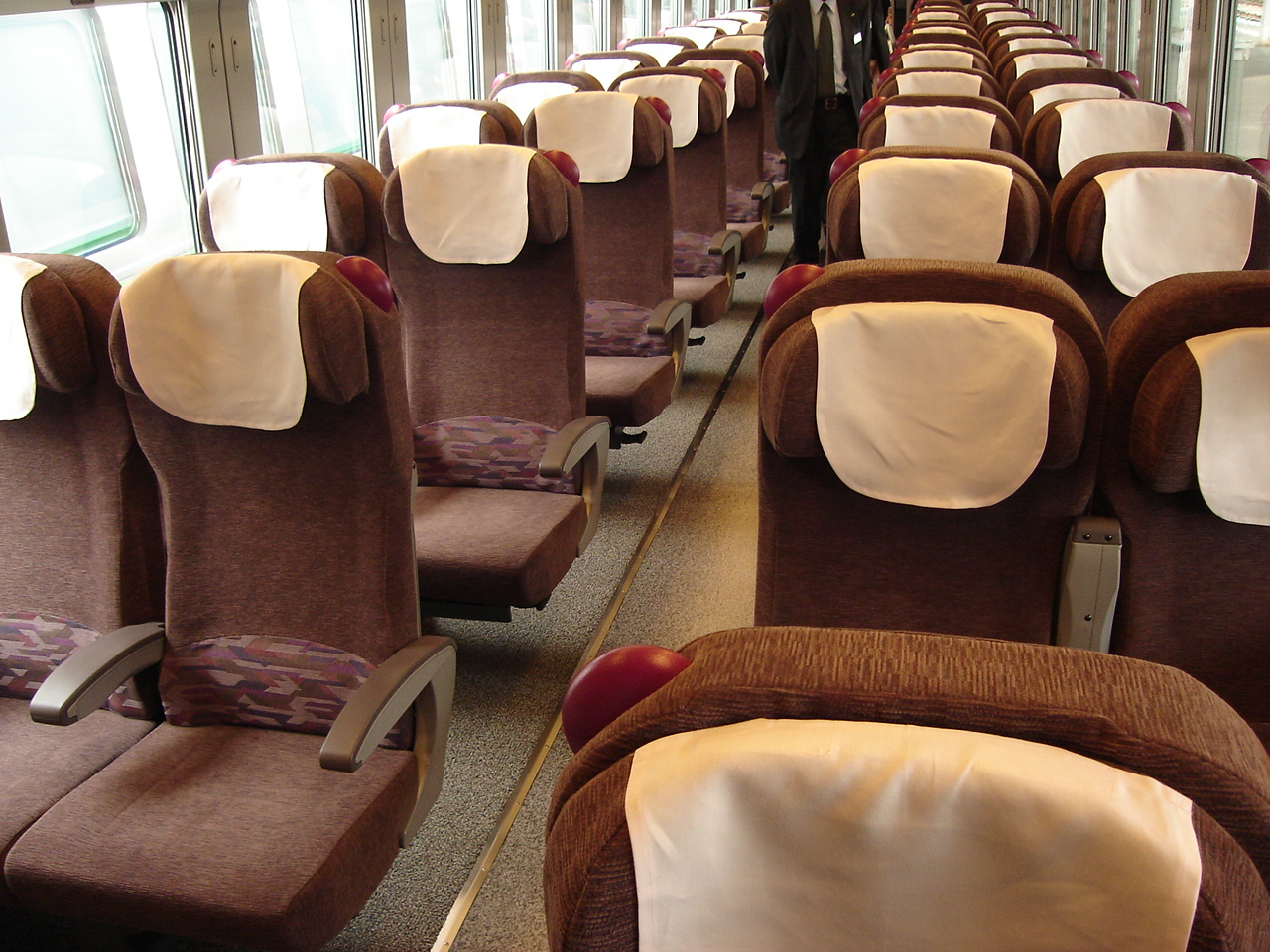
789系1000番台內裝

## 外部連結
- 製造廠官方網頁 （页面存档备份，存于）